# Murray Leinster
Murray Leinster (eredeti nevén: William Fitzgerald Jenkins) (Norfolk, Virginia,  1896. június 16. – Gloucester Courthouse, Gloucester megye, Virginia, 1975. június 18.) amerikai tudományos-fantasztikus író. Életében több mint 1500 novellát és cikket, 14 filmforgatókönyvet, valamint rádió- és tévéjátékok százait alkotta.

## Élete

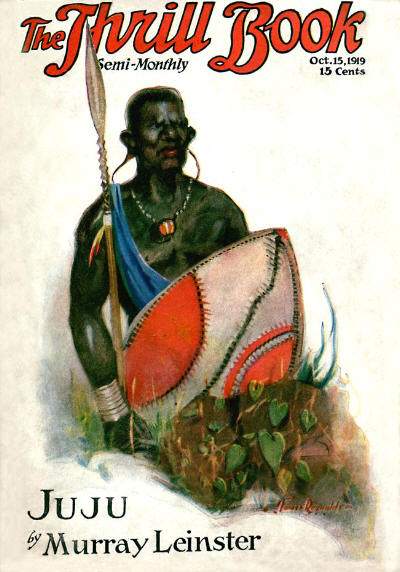
Leinster Juju című novellája a The Thrill Book 1919. októberi számában

Apja George B. Jenkins, anyja Mary L. Jenkins volt. Apja szakmája könyvelő volt. Noha mindkét szülője Virginiában született, a család 1910-ben Manhattanban élt (az 1910-es Szövetségi Népszámlálás adatai szerint). Gimnáziumi tanulmányait megszakította, s az első világháború előtt szabadúszó íróként kezdett tevékenykedni. Első munkája, a The Foreigner című elbeszélés H. L. Mencken irodalmi lapja 1916. májusi számában jelent meg. A következő három évben tíz másik írást is publikált e lapban. Az első világháború alatt előbb a Committee of Public Information, majd a hadsereg kötelékében szolgált (1917–1918). A háború alatt és azt követően munkái más magazinokban is elkezdtek megjelenni (Argosy, Snappy Stories, Breezy Stories), az Argosyban egészen az 1950-es évekig rendszeresen publikált. Amikor a ponyvamagazinok az 1920-as években elkezdtek különböző irányzatokra szakosodni, Leinster alkalmazkodott hozzájuk: a Danger Trails című magazinnak dzsungeltörténeteket, a West és a Cowboy Stories magazinoknak westernt, a Black Masknak és a Mystery Storiesnek detektívtörténeteket, a Weird Talesnek horrortörténeteket szállított. Szerelmes, érzelmes novellákat is írt a Love Story Magazine számára, ezeket Louisa Carter Lee írói álnéven.
Első tudományos-fantasztikus elbeszélése az Argosy 1919. február 22-i számában jelent meg (The Runaway Skysceaper, az Amazing Stories című lap 1926. júniusi számában Hugo Gernsback másodszor is kiadta). Az 1930-as években több fantasztikus novellát illetve novellafüzért publikált az Amazing és az Astounding Storiesban (az Astounding legelső száma már tartalmazta Tanks című írását). A fantasztikus írásokon kívül továbbra is jelentetett meg egyéb műfajú darabokat is a Detective Fiction Weekly, a Smashing Western és más ponyvalapokban. Az Esquire magazinban először 1939-ben jelent meg írása.
Leinster volt az egyik legelső fantasztikus szerző, aki a párhuzamos univerzumok témájával foglalkozott. Négy évvel Jack Williamson Legion of Time című elbeszélése előtt publikálta Sidewise in Time című elbeszélését (Astounding, 1934. június, magyar nyelven: Oldalvást az időben, Galaktika 204-205-206. számai, három részben, 2007). Leinster elképzelése az idő rezgéséről komoly hatást gyakorolt több más fantasztikus íróra, például Isaac Asimovra.

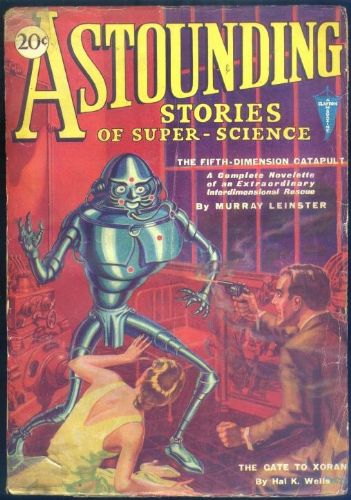
Leinster "The Fifth-Dimensional Catapult" írása az Astounding Stories 1931. januári számában

1945-ben megjelent First Contact (Az első találkozás, magyar nyelven: Galaktika 2. szám, 1972) az egyik legelső megjelenése az „egyetemes fordító” témájának a tudományos-fantasztikus irodalomban. 2000-ben Leinster örökösei beperelték a Paramount Picturest a Star Trek: Kapcsolatfelvétel című film miatt, azt állítva, hogy a filmgyártó cég az alkotás címével megsértette az író szerzői jogait – a pert a bíróság elutasította.
Leinster azon kevés fantasztikus szerző közé tartozott, akik megfeleltek az 1930-as években John W. Campbell által felállított magas minőségi kívánalmaknak. Csaknem három tucat novellát publikált az Astounding és az Analog című, Campbell által szerkesztett magazinokban. Leinster utolsó, Analogben megjelent munkája a Quarantine World volt, az 1966. novemberi számban, 36 évvel a lapban való első, 1930. januári írása után.
1946-ban megjelent, A Logic Named Joe című elbeszélése a számítógép első megjelenése a tudományos-fantasztikus irodalomban. A történetben az internet leírása is megjelenik, évtizedekkel annak tényleges megjelenése előtt. Leinster a novellában a számítógépet mint minden háztartásban jelen levő, mindennapi eszközt írja le, amelyek szervereken keresztül (az elbeszélésben: tanks) kapcsolódnak egymáshoz, így lehetővé téve a számítógépek közti kommunikációt, adatcserét sőt a kereskedelmet is. A novella egyik karaktere szerint a számítógépek voltaképp a civilizációval egyenlőek.
A második világháború alatt a United States Office of War Information kötelékében szolgált. A háború után, amikor írásai egyre népszerűbbek lettek, elkezdte a William Fitzgerald, Fitzgerald Jenkins vagy Will F. Jenkins írói álneveket is használni. Annyira termékeny szerző volt, hogy amikor Groff Conklin lektorálta az Operation: Outer Space című Leinster-munkát 1955 márciusában, megjegyezte, hogy „ez a negyedik idén, és a következő hónapban egy újabb mű érkezik lektorálásra”. Az 1950-es és 1960-as években folyamatosan publikált, többek közt a Galaxy Magazine, a The Magazine of Fantasy and Science Fictionés a The Saturday Evening Post hasábjain. 1956-ban Hugo-díjat kapott Exploration Team című novellájáért. Munkáiból több televíziós film, illetve sorozatepizód is készült.
William F. Jenkins néven mint feltaláló is tevékenykedett. 1921-ben feleségül vette Mary Mandolát, négy leánygyermekük született.

## Elismerései és díjai
- Liberty-díj (1937) az A Very Nice Family című elbeszéléséért (Liberty Magazine, 1937. január 2.)
- Hugo-díj a legjobb novelláért, 1956, Exploration Team
- Retro-Hugo díj, 1996 First Contact (Az első találkozás) című novelláért
- a Discon I és a 21. Worldcon díszvendége 1963-ban
- Sidewise Award for Alternate History (alapítva: 1995), a díj a nevét Leinster Sidewise in Time (Oldalvást az időben) című regénye után kapta
- az 1979-ben forgatott amerikai Starcrash című film nyitójelenetében az űrhajó neve Murray Leinster
- Virginiában 2009. június 27-ét William F. Jenkins nappá nyilvánították, elismerésül fantasztikus írói munkásságáért.[11]

## Munkái

### Regényei

#### Távol-kelet
Sword of Kings, John Long, 1933

#### Detektívtörténetek
- Scalps, Brewer & Warren, 1930 (címváltozat: Wings of Chance)
- Murder Madness, Brewer & Warren, 1931
- Murder Will Out (Will F. Jenkins álnéven), John Hamilton, 1932
- No Clues (Will F. Jenkins álnéven), Wright & Brown, 1935
- Murder in the Family (Will F. Jenkins álnéven), John Hamilton, 1935; első megjelenés Complete Detective Novels, 1934. április
- The Man Who Feared (Will F. Jenkins álnéven), Gateway, 1942; először folytatásokban: Detective Fiction Weekly, 1930. augusztus 9–30.

#### Szerelmesregények
Louisa Carter Lee álnéven
- Her Desert Lover: A Love Story, Chelsea House, 1925
- Her Other Husband: A Love Story, Chelsea House, 1929
- Love and Better: A Love Story, Chelsea House, 1931

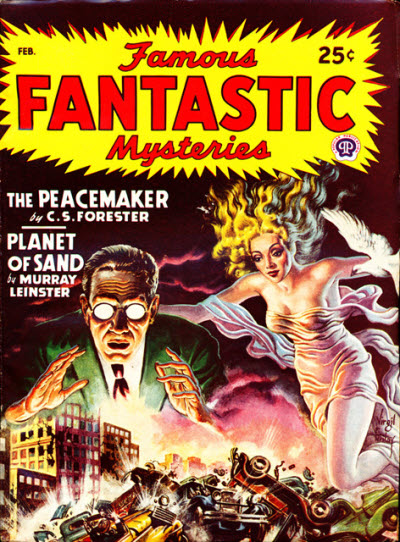
Leinster "Planet of Sand" című elbeszélése a Famous Fantastic Mysteries 1948. februári száma címlapján

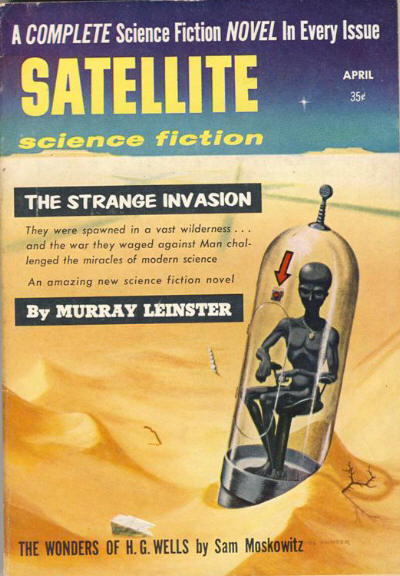
Leinster's "The Strange Invasion" című elbeszélése a Satellite Science Fiction 1958. áprilisi száma címlapján. Ugyanebben az évben könyvformában War with the Gizmos címen jelent meg

#### Science fiction
- The Murder of the U.S.A. (Will F. Jenkins álnéven), Crown, 1946
- Fight for Life, Crestwood, 1949
- Space Platform, Shasta Publishers, 1953. február
- Space Tug, Shasta Publishers, 1953
- The Black Galaxy, Galaxy, 1954; első megjelenés: Startling, 1949. március
- Gateway to Elsewhere, Ace, 1954; első megjelenés: "Journey to Barkut", Startling, 1952. január
- The Brain-Stealers, Ace, 1954; első megjelenés: "The Man in the Iron Cap", Startling, 1947. november
- Operation: Outer Space, Fantasy Press, 1954
- The Forgotten Planet, Ace, 1954
- The Other Side of Here, Ace, 1955; először folytatásokban The Incredible Invasion címen, Astounding, 1936. augusztus – december
- The Planet Explorer; Hugo-díj, 1957
- City on the Moon, Avalon, 1957
- War with the Gizmos, Fawcett, 1958
- Four from Planet 5, Fawcett, 1959; első megjelenés: "Long Ago, Far Away", Amazing, 1959. szeptember
- The Monster from Earth's End, Fawcett, 1959. január
- The Mutant Weapon, Ace, 1959; első megjelenés: "Med Service", Astounding, 1957. augusztus
- The Pirates of Zan, Ace, 1959; először folytatásokban The Pirates of Ersatz, Astounding, 1959. február–április
- Men Into Space, Berkley, 1960
- The Wailing Asteroid, Avon, 1960. december

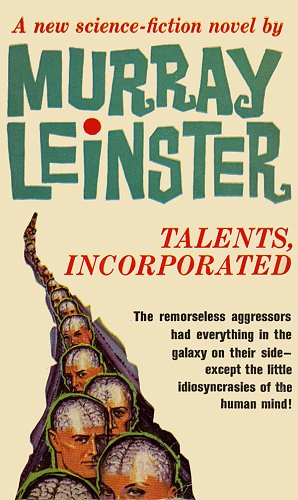
Talents Incorporated címü kötet borítója

- Creatures of the Abyss, Berkley, 1961 (címváltozat: The Listeners)
- This World is Taboo, Ace, 1961; első megjelenés: "Pariah Planet", Amazing, 1961. július
- Operation Terror, Berkley, 1962
- Talents Incorporated, Avon, 1962
- The Other Side of Nowhere, Berkley, 1964 május; először folytatásokban Spaceman, Analog, 1964. március–április
- Time Tunnel, Pyramid, July 1964[12]
- The Duplicators, Ace, 1964; első megjelenés: "Lord of the Uffts", Worlds of Tomorrow, 1964. február
- The Greks Bring Gifts, Macfadden, 1964
- Invaders of Space, Berkley, 1964. december
- Tunnel Through Time, Westminster Press, 1966
- Space Captain, Ace, 1966; először folytatásokban Killer Ship, Amazing,október - december
- Checkpoint Lambda, Berkley, 1966; először folytatásokban Stopover in Space, Amazing, 1966. június–augusztus
- Miners in the Sky, Avon, 1967. április
- Space Gypsies, Avon, 1967. június
- The Time Tunnel: Timeslip!, Pyramid, 1967. július; az amerikai televíziós sorozatból készült regény
- Land of the Giants, Pyramid, 1968 szeptember; az amerikai televíziós sorozatból készült regény
- Land of the Giants 2: The Hot Spot, Pyramid, 1969. április; az amerikai televíziós sorozatból készült regény
- Land of the Giants 3: Unknown Danger, Pyramid, 1969 szeptember; az amerikai televíziós sorozatból készült regény
- Politics, Amazing Stories, No. 6, 1932. június

#### Western
- The Gamblin' Kid (Will F. Jenkins álnéven), A. L. Burt, 1933; első megjelenés: Western Action Novels, 1937. március
- Mexican Trail (Will F. Jenkins álnéven), A. L. Burt, 1933
- Outlaw Sheriff (Will F. Jenkins álnéven), King, 1934
- Fighting Horse Valley (Will F. Jenkins álnéven), King, 1934
- Kid Deputy (Will F. Jenkins álnéven), Alfred H. King, 1935; először folytatásokban: Triple-X Western, 1928. február-április
- Black Sheep (Will F. Jenkins álnéven), Julian Messer, 1936
- Guns for Achin (Will F. Jenkins álnéven), Wright & Brown, 1936; első megjelenés: Smashing Novels, 1936. november
- Wanted Dead or Alive!, Quarter Books, 1949; először folytatésokban: Triple-X Magazine, 1929. február–május
- Outlaw Guns, Star Books, 1950
- Son of the Flying 'Y' (Will F. Jenkins álnéven), Fawcett, 1951
- Cattle Rustlers (Will F. Jenkins álnéven), Ward Lock, 1952
- Dallas (Will F. Jenkins álnéven), Fawcett, 1950

## Magyarul
- A grekek ajándéka; ford. Bihari György; Móra, Bp., 1994 (Galaktika fantasztikus könyvek)

## Fordítás
- Ez a szócikk részben vagy egészben  a   Murray Leinster című angol Wikipédia-szócikk ezen változatának fordításán alapul.  Az eredeti cikk szerkesztőit annak laptörténete sorolja fel. Ez a jelzés csupán a megfogalmazás eredetét és a szerzői jogokat jelzi, nem szolgál a cikkben szereplő információk forrásmegjelöléseként.